# Ставре Тасев
Вижте пояснителната страница за други личности с името Тасев.
Ставре Христов Тасев или Ставре Боунчето е български революционер, ресенски селски войвода на Вътрешната македоно-одринска революционна организация.

## Биография
Ставре Тасев е роден в ресенското село Болно (Боуно), тогава в Османската империя. През Илинденско-Преображенското въстание е войвода на селската чета на ВМОРО от Болно. Дава последователно сражения на турски аскери на 20 и 24 юли, а на 22 август 1903 се сражава край родното си село. Негови четници са Михаил Макашов от Ресен, Христо Нечов и Петър Апостолов от Болно, Гоше Милев и Евтим Попов.
1. ↑  Николов, Борис Й. ВМОРО: Псевдоними и шифри 1893-1934.   София, Издателство „Звезди“, 1999. ISBN 954-9514-17. с. 90.
2. ↑  Николов, Борис Й. Вътрешна македоно-одринска революционна организация: Войводи и ръководители (1893-1934): Биографично-библиографски справочник.   София, Издателство „Звезди“, 2001. ISBN 954-9514-28-5. с. 154.
3. ↑  Пелтеков, Александър Г. Революционни дейци от Македония и Одринско. Второ допълнено издание.   София, Орбел, 2014. ISBN 9789544961022. с. 58.
4. ↑  Фељтон „Илинденски сведоштва“: Од Михаил Христов Макашовски (23) //   Вечер, 08/06/2018. Посетен на 3 юни 2021 г.